# Brodawnik jesienny
Brodawnik jesienny (Scorzoneroides autumnalis (L.) Moench) – gatunek rośliny należący do rodziny astrowatych. Szeroko rozprzestrzeniony w Europie i w północnej Azji (po Syberię), poza tym introdukowany na Daleki Wschód i do Ameryki Północnej. Pospolity w całej Polsce.
Roślina jest pospolitym chwastem na trawnikach.

## Morfologia

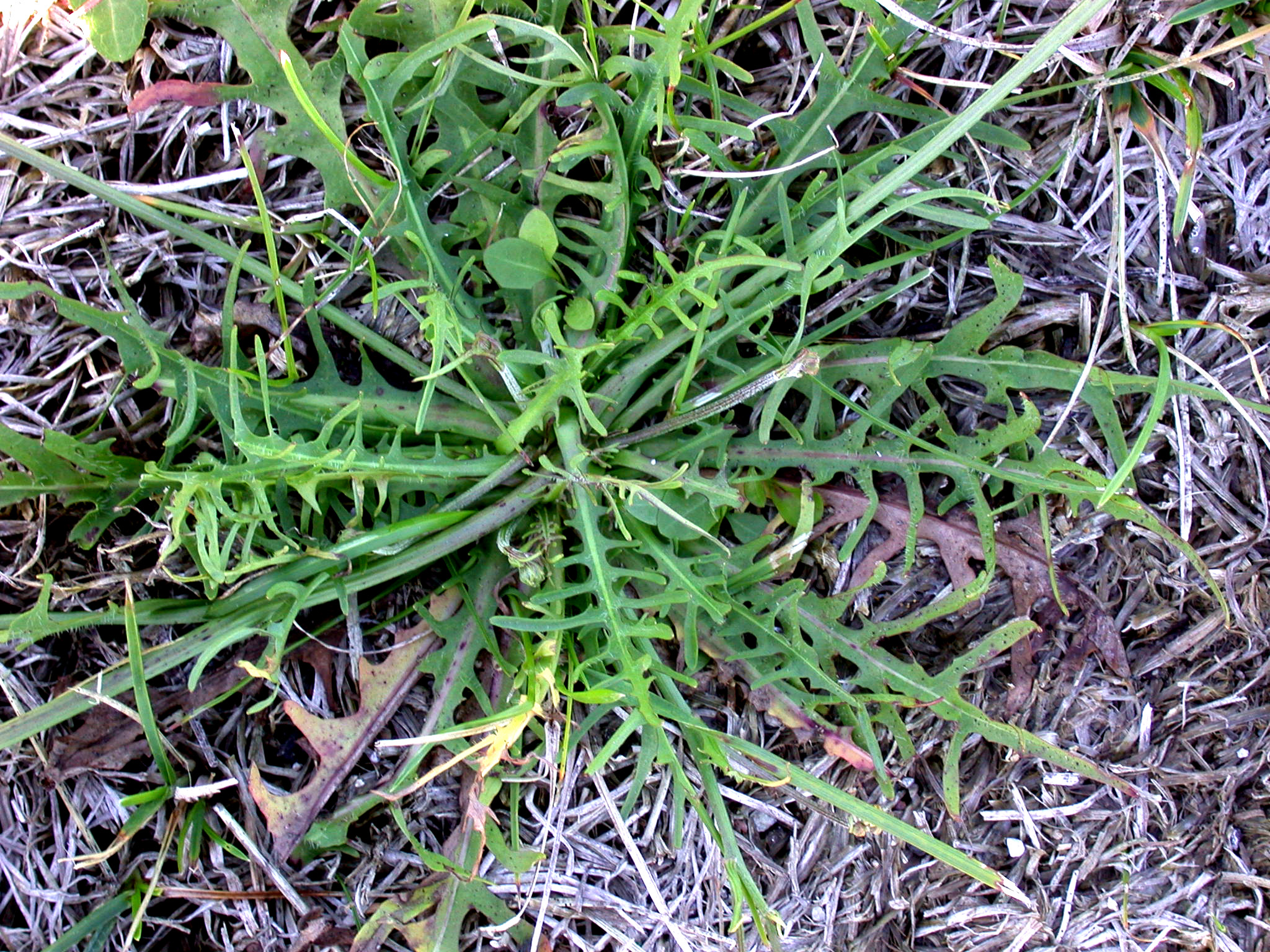
Rozeta liści

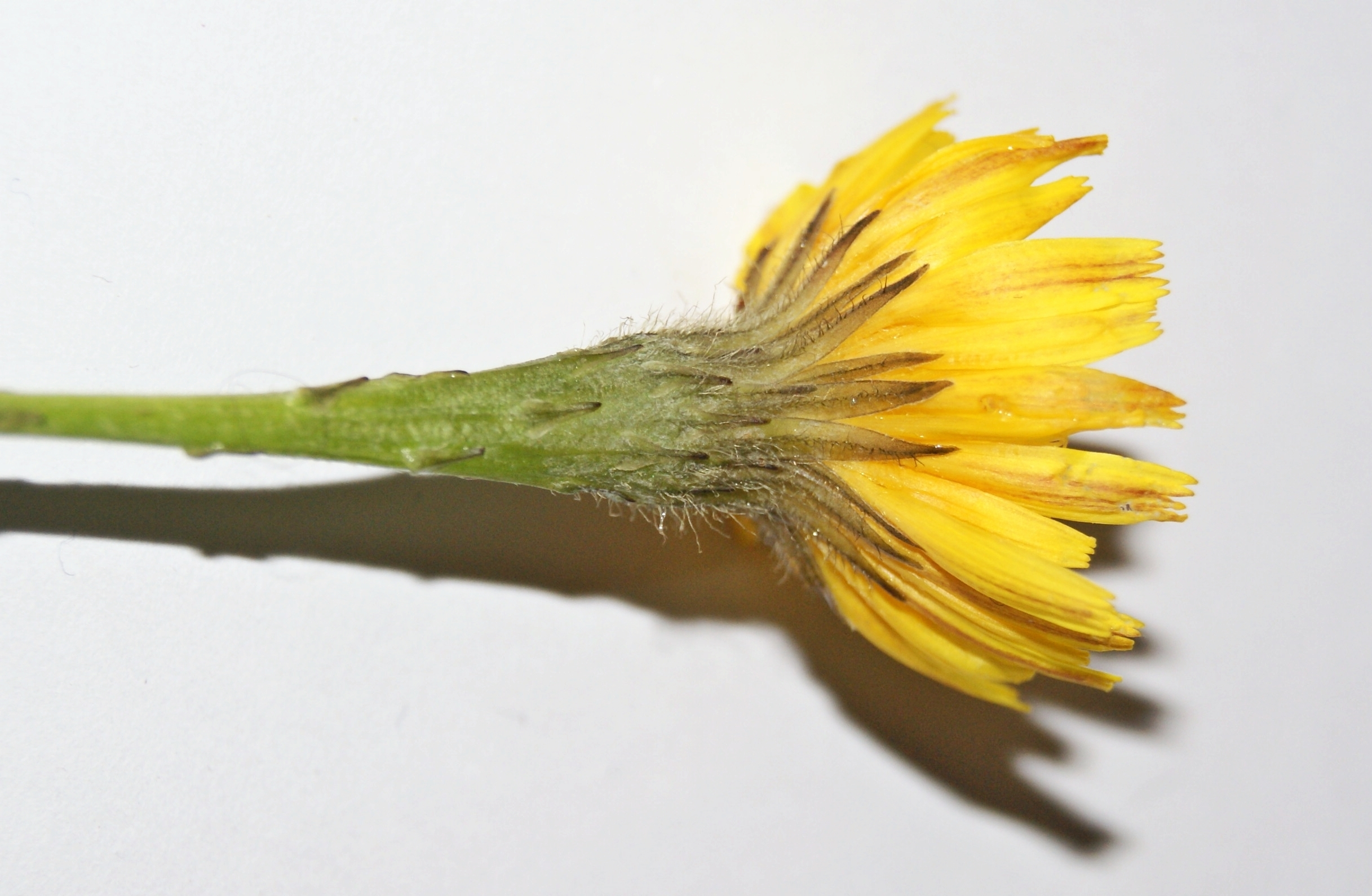
Koszyczek

ŁodygaOsiąga wysokość 10–40 cm. Jest przeważnie rozgałęziona i łukowato podnosząca się. Pęd kwiatowy dęty, na szczycie (pod samym koszyczkiem) zgrubiały. W dolnej części łodyga jest naga, a tylko górą okryta pojedynczymi włoskami. Pod ziemią ucięte kłącze.
LiścieZmienne w kształcie, najczęściej pierzastodzielne lub grubo ząbkowane, zebrane w przyziemną rozetę. Na łodydze tylko drobne, łuskowate listki.
KwiatyKoszyczki kwiatowe osadzone pojedynczo na szczycie pędu. Wszystkie kwiaty języczkowe koloru żółtego, a kwiaty brzeżne z brudnopurpurowym paskiem od spodu. Szyjki słupka brudnozielonawe, po wyschnięciu czernieją. Koszyczki kwiatowe po południu i w czasie deszczu zamykają się. Okrywa koszyczka czarniawa lub zielonoszara, krótko omszona lub owłosiona odstającymi, pojedynczymi włoskami. Puch kielichowy żółtawoszary z czerwonawym odcieniem.
OwoceSilnie poprzecznie marszczone owoce z puchem kielichowym. Na każdym owocku 11–21 włosków puchu w dwóch rzędach.

## Biologia i ekologia
Bylina, hemikryptofit. Kwitnie w końcu lata, nasiona rozsiewane przez wiatr. Roślina miododajna, dostarczająca pszczołom pyłku i nektaru. Rośnie nieraz masowo na łąkach, pastwiskach, przydrożach. W górach rośnie po piętro kosówki. W klasyfikacji zbiorowisk roślinnych gatunek charakterystyczny dla związku (All.) Cynosurion, Ass. Lolio-Cynosuretum. Liczba chromosomów 2n= 12, 24.

## Zmienność
Tworzy mieszańce z brodawnikiem zwyczajnym.